# Pratovecchio
Pratovecchio è una frazione del nuovo comune sparso Pratovecchio Stia. In precedenza è stato un comune italiano di 3 109 abitanti della provincia di Arezzo. Dal 1º gennaio 2014 si è fuso con Stia per formare il comune di Pratovecchio Stia.

## Storia

### Simboli
Lo stemma di Pratovecchio si blasonava:
Il gonfalone era un drappo di bianco.

## Monumenti e luoghi d'interesse

### Le chiese
- Propositura del Santissimo Nome di Gesù
- Monastero e chiesa di San Giovanni Evangelista
- Monastero di Santa Maria della Neve
- Chiesa di Santa Maria a Poppiena
- Pieve di San Pietro a Romena
- Chiesa di San Biagio
- Chiesa dei Santi Vito e Modesto
- Chiesa di Santa Margherita (Campolombardo)
- Chiesa di Santa Maria a Pietrafitta (Badiola)
- Chiesa di San Donato (Coffia)
- Chiesa di San Donato (Brenda)
- Chiesa di San Romolo a Valiana
- Chiesa di San Bartolomeo (Castel Castagnaio)

### I castelli
- Castello di Romena
- Castel Castagnaio
- Castello di Montemezzano (presso Campamoli)

## Società

### Evoluzione demografica
Nello schema sono riportati gli abitanti del vecchio comune di Pratovecchio che comprendeva anche le frazioni di: Campolombardo, Casalino, Castel Castagnaio, Gualdo, Lonnano, San Donato, Tartiglia, Valiana e Villa.

Territorio dell'ex comune di Pratovecchio all'interno della provincia di Arezzo.

Abitanti censiti

## Infrastrutture e trasporti

### Ferrovie
Pratovecchio è raggiungibile in treno attraverso la Ferrovia Casentinese, che parte da Arezzo, ed arriva a Stia.

## Amministrazione
- Classificazione sismica: zona 2 (sismicità medio-alta), Ordinanza PCM 3274 del 20/03/2003
- Classificazione climatica: zona E, 2234 GR/G
- Diffusività atmosferica: media, Ibimet CNR 2002

Di seguito è presentata una tabella relativa alle amministrazioni che si sono succedute in questo comune.
| Periodo        | Periodo         | Primo cittadino    | Partito                        | Carica  | Note  |
| -------------- | --------------- | ------------------ | ------------------------------ | ------- | ----- |
| 19 giugno 1988 | 7 giugno 1993   | Romano Martini     | Democrazia Cristiana           | Sindaco | [ 6 ] |
| 7 giugno 1993  | 28 aprile 1997  | Stefano Ceccherini | Democrazia Cristiana           | Sindaco | [ 6 ] |
| 28 aprile 1997 | 14 maggio 2001  | Angiolo Rossi      | centro-sinistra                | Sindaco | [ 6 ] |
| 14 maggio 2001 | 30 maggio 2006  | Angiolo Rossi      | lista civica                   | Sindaco | [ 6 ] |
| 30 maggio 2006 | 16 maggio 2011  | Gianni Verdi       | centro-sinistra                | Sindaco | [ 6 ] |
| 16 maggio 2011 | 1º gennaio 2014 | Anselmo Fantoni    | lista civica: per Pratovecchio | Sindaco | [ 6 ] |

### Gemellaggi
Pratovecchio è gemellato con:
- Ma'alot-Tarshiha, dal 2005
- Betlemme, dal 1993
- Uffenheim, dal 1981